# حلوى الفلامري
حلوى الفلامري أو الخبيصة (بالانجليزية: Flummery) هي حلوى شحمية (جيلاتينية) ونشوية عرفت بكونها ذات ذكر واسع في بريطانيا و ايرلندا من القرن السابع عشر إلى القرن التاسع عشر ويستخدم المصطلح لحلويات أخرى  شبه جاهزة.

## تاريخها
عُرف الاسم لأول مرة في كتاب الكاتب "جيرفس ماركام" عام 1623 . الاسم مشتق من الكلمة الويلزية لطبق يصنع من دقيق الشوفان الحامض، و الذي يعد مجهول الأصل.